# Celtic Cup
La Celtic Cup fu un torneo di rugby a 15 disputato tra le squadre della Celtic League. Il format prevedeva incontri a eliminazione diretta.
Si tennero solo due edizioni della coppa (2003/04 e 2004/05). Nel 2005 si parlò di sostituirla con la Rainbow Cup, competizione a cui avrebbero dovuto partecipare i club della Celtic League, quattro squadre italiane e nove team regionali sudafricani, ma il progetto venne abbandonato.

## Edizione 2003-04
Alla prima edizione della Celtic Cup parteciparono tutte le 12 squadre della Celtic League.
- Border Reivers
- Cardiff Blues
- Celtic Warriors
- Connacht
- Edimburgo
- Glasgow Warriors
- Leinster
- Llanelli Scarlets
- Munster
- Newport Gwent Dragons
- Ospreys
- Ulster

La finale vide contrapposte Ulster ed Edinburgh, con la squadra irlandese vincitrice.

## Edizione 2004-05
La seconda Celtic Cup fu contesa tra le prime otto classificate della Celtic League.
- Ospreys
- Munster
- Leinster
- Newport Gwent Dragons
- Llanelli Scarlets
- Glasgow Warriors
- Edinburgh
- Ulster

In finale il Munster prevalse sui Llanelli Scarlets conquistando così il trofeo.